# Secrets Keep You Sick
Secrets Keep You Sick — второй полноформатный студийный альбом группы The Fold, издан в 2007 году.

## Об альбоме
Альбом Secrets Keep You Sick вышел 22 мая 2007 года. Продюсерами релиза выступили Зак Одом и Кеннет Маут, работавшие с Cartel и All Time Low. Первым синглом с альбома стала песня New Skeptic. Концепция альбома была основана на личностных переживаниях и трагедиях Дэниела солиста группы The Fold. Песни Faster Still и Revisited посвящены его кузену, который покончил жизнь самоубийством, а песни Closer и Beside You Now были написаны в память о его матери, которая умерла за несколько месяцев до официального выхода альбома. При этом песни Closer и Beside You Now писались так, как будто исходили из личных переживаний не самого Дэниела, а его отца. Сразу же после выпуска альбома Secrets Keep You Sick, группа отправилась в тур вместе с Sullivan , Project 86, Run Kid Run и MxPx.

## Список композиций
| №   | Название                     | Длительность |
| --- | ---------------------------- | ------------ |
| 1.  | «Medicine»                   | 3:04         |
| 2.  | «Younger Than Our Years»     | 3:11         |
| 3.  | «Your Secrets Keep You Sick» | 3:18         |
| 4.  | «New Skeptic»                | 3:23         |
| 5.  | «Faster Still»               | 5:02         |
| 6.  | «Closer»                     | 3:39         |
| 7.  | «Down In Doubt and Living»   | 3:45         |
| 8.  | «Hey Rebekah»                | 4:00         |
| 9.  | «Catastrophe!»               | 3:15         |
| 10. | «Beside You Now»             | 4:16         |
| 11. | «Revisited»                  | 4:47         |